# Caribbean Football Union
Caribbean Football Union, mer känt under förkortningen CFU, är ett karibiskt fotbollsförbund grundat i Port-au-Prince i Haiti den 28 januari 1978. CFU är en del av fotbollsförbundet Concacaf.

## Medlemsländer
Inträdelseår i CFU inom parentes.

- Amerikanska Jungfruöarna (1998 — dam ·  herr)
- Anguilla (1996 — dam ·  herr)
- Antigua och Barbuda (1978 — dam ·  herr)
- Aruba (1988 — dam ·  herr)
- Bahamas (1978 — dam ·  herr)
- Barbados (1978 — dam ·  herr)
- Bermuda (1978 — dam ·  herr)
- Bonaire (2013 — dam ·  herr)
- Brittiska Jungfruöarna (1996 — dam ·  herr)
- Caymanöarna (1992 — dam ·  herr)
- Curaçao (1978 — dam ·  herr)
- Dominica (1994 — dam ·  herr)
- Dominikanska republiken (1978 — dam ·  herr)
- Franska Guyana (1978 — dam ·  herr)
- Grenada (1978 — dam ·  herr)
- Guadeloupe (1978 — dam ·  herr)
- Guyana (1978 — dam ·  herr)
- Haiti (1978 — dam ·  herr)
- Jamaica (1978 — dam ·  herr)
- Kuba (1978 — dam ·  herr)
- Martinique (1978 — dam ·  herr)
- Montserrat (1996 — dam ·  herr)
- Puerto Rico (1978 — dam ·  herr)
- Saint Kitts och Nevis (1992 — dam ·  herr)
- Saint Lucia (1988 — dam ·  herr)
- Saint-Martin (2013 — dam ·  herr)
- Saint Vincent och Grenadinerna (1998 — dam ·  herr)
- Sint Maarten (2013 — dam ·  herr)
- Surinam (1978 — dam ·  herr)
- Trinidad och Tobago (1978 — dam ·  herr)
- Turks- och Caicosöarna (1998 — dam ·  herr)